# Cordon
|  | No s'ha de confondre amb Cordón. |

Cordon és un municipi francès al departament de l'Alta Savoia (regió d'Alvèrnia-Roine-Alps). L'any 2007 tenia 986 habitants.

## Demografia

### Població
El 2007 la població de fet de Cordon era de 986 persones. Hi havia 396 famílies de les quals 118 eren unipersonals (59 homes vivint sols i 59 dones vivint soles), 103 parelles sense fills, 139 parelles amb fills i 36 famílies monoparentals amb fills.
La població ha evolucionat segons el següent gràfic:
Habitants censats

### Habitatges
El 2007 hi havia 1.126 habitatges, 418 eren l'habitatge principal de la família, 658 eren segones residències i 50 estaven desocupats. 510 eren cases i 608 eren apartaments. Dels 418 habitatges principals, 294 estaven ocupats pels seus propietaris, 101 estaven llogats i ocupats pels llogaters i 23 estaven cedits a títol gratuït; 20 tenien una cambra, 66 en tenien dues, 100 en tenien tres, 88 en tenien quatre i 144 en tenien cinc o més. 358 habitatges disposaven pel capbaix d'una plaça de pàrquing. A 200 habitatges hi havia un automòbil i a 197 n'hi havia dos o més.

### Piràmide de població
La piràmide de població per edats i sexe el 2009 era:
| Homes | Edats   | Dones |
| ----- | ------- | ----- |
| 0     | 95 o +  | 0     |
| 0     | 90 a 94 | 0     |
| 4     | 85 a 89 | 4     |
| 4     | 80 a 84 | 12    |
| 16    | 75 a 79 | 12    |
| 20    | 70 a 74 | 28    |
| 20    | 65 a 69 | 20    |
| 16    | 60 a 64 | 8     |
| 24    | 55 a 59 | 36    |
| 32    | 50 a 54 | 12    |
| 28    | 45 a 49 | 52    |
| 36    | 40 a 44 | 20    |
| 40    | 35 a 39 | 32    |
| 44    | 30 a 34 | 44    |
| 44    | 25 a 29 | 36    |
| 4     | 20 a 24 | 24    |
| 12    | 15 a 19 | 36    |
| 28    | 10 a 14 | 36    |
| 24    | 5 a 9   | 40    |
| 20    | 0 a 4   | 28    |

## Economia
El 2007 la població en edat de treballar era de 659 persones, 526 eren actives i 133 eren inactives. De les 526 persones actives 515 estaven ocupades (280 homes i 235 dones) i 12 estaven aturades (7 homes i 5 dones). De les 133 persones inactives 56 estaven jubilades, 37 estaven estudiant i 40 estaven classificades com a «altres inactius».

### Ingressos
El 2009 a Cordon hi havia 421 unitats fiscals que integraven 983,5 persones, la mediana anual d'ingressos fiscals per persona era de 19.921 €.

### Activitats econòmiques
Dels 98 establiments que hi havia el 2007, 2 eren d'empreses alimentàries, 1 d'una empresa de fabricació de material elèctric, 3 d'empreses de fabricació d'altres productes industrials, 30 d'empreses de construcció, 5 d'empreses de comerç i reparació d'automòbils, 6 d'empreses de transport, 15 d'empreses d'hostatgeria i restauració, 2 d'empreses d'informació i comunicació, 1 d'una empresa financera, 3 d'empreses immobiliàries, 3 d'empreses de serveis, 21 d'entitats de l'administració pública i 6 d'empreses classificades com a «altres activitats de serveis».
Dels 28 establiments de servei als particulars que hi havia el 2009, 5 eren paletes, 1 guixaire pintor, 8 fusteries, 7 lampisteries, 2 electricistes, 1 perruqueria, 3 restaurants i 1 agència immobiliària.
Dels 4 establiments comercials que hi havia el 2009, 1 era una gran superfície de material de bricolatge, 1 una botiga de menys de 120 m², 1 una peixateria i 1 una botiga de mobles.
L'any 2000 a Cordon hi havia 36 explotacions agrícoles que ocupaven un total de 826 hectàrees.

## Equipaments sanitaris i escolars
L'únic equipament sanitari que hi havia el 2009 era una ambulància. El 2009 hi havia una escola elemental.

## Poblacions properes
El següent diagrama mostra les poblacions més properes.